# Élections législatives nord-coréennes de 1948
Les élections législatives nord-coréennes de 1948 ont eu lieu pour la 1re Assemblée populaire suprême de la république populaire démocratique de Corée, qui sera bientôt établie, le 25 août 1948. Organisées par le Comité populaire de Corée du Nord, les élections ont vu 572 députés élus, dont 212 de Corée du Nord et 360 de Corée du Sud.

## Contexte

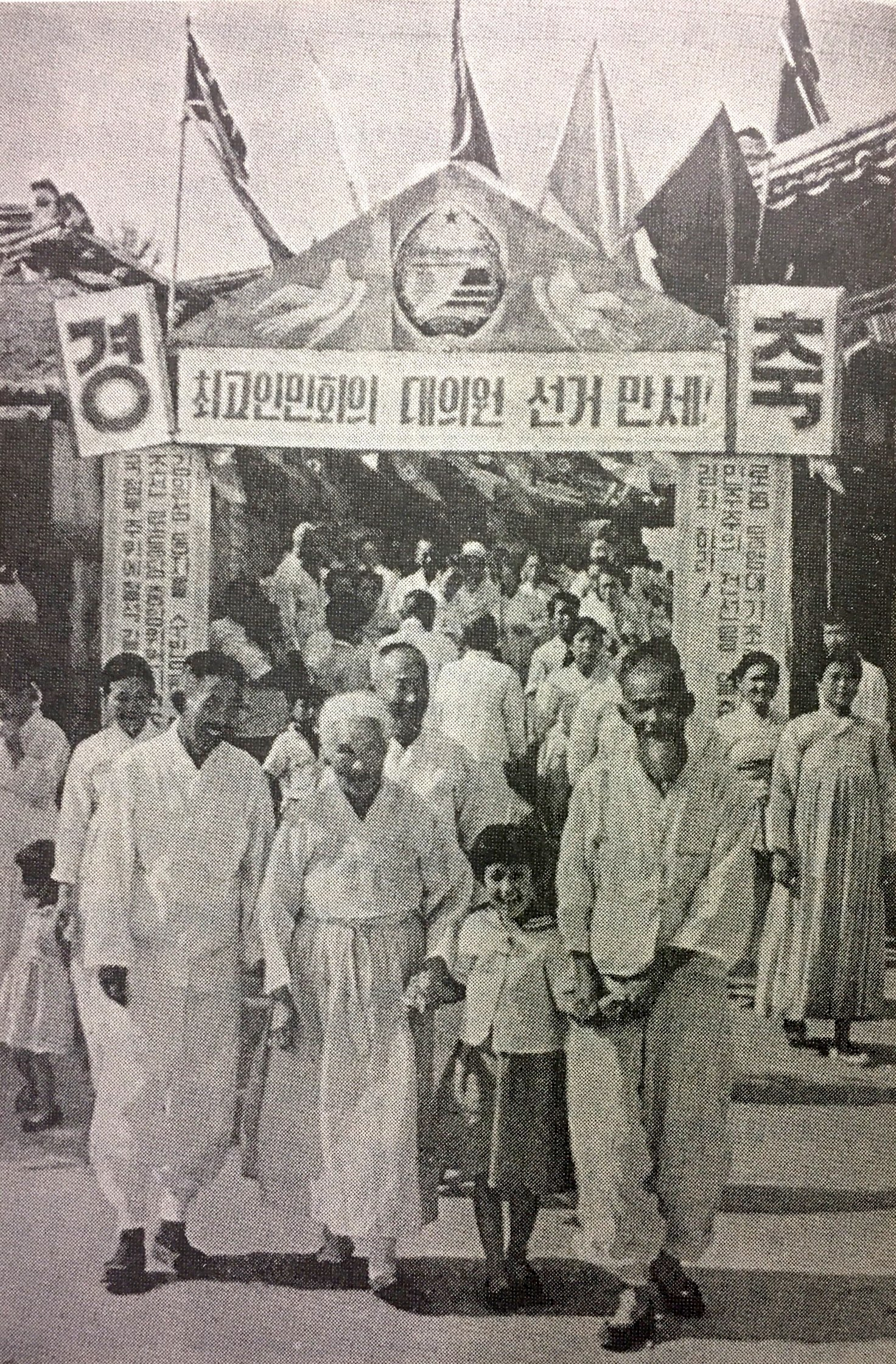
Les électeurs en route pour les bureaux de vote

Des élections parrainées par les Nations unies pour l'Assemblée constitutionnelle de la Corée du Sud occupée par les États-Unis ont eu lieu le 10 mai 1948.
Les élections dans le Nord occupé par les Soviétiques ont été annoncées lors de la cinquième session de l'Assemblée populaire de Corée du Nord, le 9 juillet 1948, dans le cadre des préparatifs de la création de la république populaire démocratique de Corée. Lors de la deuxième conférence des dirigeants des partis politiques et des organisations sociales de Corée du Nord et du Sud qui s'est tenue du 29 juin au 5 juillet, il a été décidé que les élections se tiendraient également en Corée du Sud. Une décision du Comité d'orientation des élections a déterminé que les 360 députés sud-coréens seraient élus indirectement, les électeurs sud-coréens élisant les délégués du peuple qui éliraient ensuite les députés sud-coréens.
En Corée du Nord, l'enregistrement des candidats a eu lieu jusqu'au 5 août 1948, avec 228 candidats enregistrés dans 212 districts. Parmi les 228 candidats figuraient 212 candidats nommés par le Front démocratique pour la réunification de la patrie et 16 autres candidats recommandés par les électeurs lors des réunions. Les candidats du Front démocratique pour la réunification de la Corée se composaient de 102 candidats du Parti du travail de Corée du Nord, 35 candidats du Parti social-démocrate de Corée, 35 candidats du Parti Chondogyo-Chong-u et 40 candidats indépendants. Il y avait 34 femmes parmi les 228 candidats.

## Résultats
|                                                             |                                                             |                                   |        |
| Parti ou mouvement                                          | Parti ou mouvement                                          | Parti ou mouvement                | Sièges |
|                                                             |                                                             | Parti du travail de Corée du Nord | 157    |
|                                                             | Parti Chondogyo-Chong-u                                     | 35                                |        |
|                                                             | Parti démocrate de Corée                                    | 35                                |        |
|                                                             | Parti du peuple travailliste                                | 20                                |        |
|                                                             | Parti de la République populaire                            | 20                                |        |
|                                                             | Parti Démocratique Indépendant                              | 20                                |        |
|                                                             | Autres                                                      | 171                               |        |
|                                                             | Indépendants                                                | 114                               |        |
| Total Front démocratique pour la réunification de la patrie | Total Front démocratique pour la réunification de la patrie | 572                               |        |
|                                                             |                                                             |                                   |        |
| Total                                                       | Total                                                       | Total                             | 572    |

### Corée du Nord
| Parti ou mouvement                                          | Parti ou mouvement                                          | Parti ou mouvement                | Voix      | %     | Sièges |
| ----------------------------------------------------------- | ----------------------------------------------------------- | --------------------------------- | --------- | ----- | ------ |
|                                                             |                                                             | Parti du travail de Corée du Nord | 4 456 621 | 98,49 | 102    |
|                                                             | Parti Chondogyo-Chong-u                                     | 35                                | 4 456 621 | 98,49 |        |
|                                                             | Parti démocrate de Corée                                    | 35                                | 4 456 621 | 98,49 |        |
|                                                             | Indépendants                                                | 40                                | 4 456 621 | 98,49 |        |
| Total Front démocratique pour la réunification de la patrie | Total Front démocratique pour la réunification de la patrie | 212                               | 4 456 621 | 98,49 |        |
|                                                             | Autres candidats nommés                                     | Autres candidats nommés           | 68 341    | 1,51  | 0      |
|                                                             |                                                             |                                   |           |       |        |
| Total                                                       | Total                                                       | Total                             | 4 524 962 | 100   | 212    |
| Inscrits / participation                                    | Inscrits / participation                                    | Inscrits / participation          | 4 526 065 | 99,97 |        |

### Corée du Sud
Le gouvernement nord-coréen a affirmé que 78 % des électeurs éligibles en Corée du Sud ont participé à l'élection de 1 080 délégués du peuple. Les délégués du peuple sud-coréen se sont ensuite réunis du 21 au 26 août à Haeju, avec la participation de 1 002 des 1 080 élus. Ils ont élu 360 députés à l'Assemblée populaire suprême sur la base d'un député pour 50 000 Sud-Coréens.

#### Élection des représentants
|                                                      |                                  |           |      |          |
| Parti ou mouvement                                   | Parti ou mouvement               | Voix      | %    | Délégués |
|                                                      | Parti du travail de Corée du Sud |           |      | 137      |
| Ligue nationale des agriculteurs                     |                                  |           | 70   |          |
| Parti de la République populaire                     |                                  |           | 68   |          |
| Fédération coréenne des syndicats                    |                                  |           | 66   |          |
| Parti Démocratique Indépendant                       |                                  |           | 53   |          |
| Ligue des femmes démocrates                          |                                  |           | 30   |          |
| Ligue des organismes culturels                       |                                  |           | 24   |          |
| Ligue de la jeunesse patriotique démocratique        |                                  |           | 23   |          |
| Ligue religieuse nationale                           |                                  |           | 18   |          |
| Ligue Nationale Chrétienne Démocratique              |                                  |           | 18   |          |
| Total gauche                                         |                                  |           | 507  |          |
|                                                      |                                  |           |      |          |
|                                                      | Parti des Travailleurs           |           |      | 62       |
| Parti social-démocrate de Corée                      |                                  |           | 43   |          |
| Parti démocratique de l'indépendance de la Corée     |                                  |           | 35   |          |
| Nouveau parti progressiste                           |                                  |           | 31   |          |
| Fédération nationale de l'indépendance               |                                  |           | 30   |          |
| Alliance populaire                                   |                                  |           | 20   |          |
| Total centre                                         |                                  |           | 221  |          |
|                                                      |                                  |           |      |          |
|                                                      | Parti des masses industrieuses   |           |      | 19       |
| Parti Chondogyo-Chong-u                              |                                  |           | 7    |          |
| Société des personnes en bonne santé                 |                                  |           | 7    |          |
| Parti de l'indépendance de la Corée                  |                                  |           | 7    |          |
| Fédération nationale bouddhiste                      |                                  |           | 7    |          |
| Association des jeunes bouddhistes                   |                                  |           | 6    |          |
| Fête des agriculteurs coréens                        |                                  |           | 6    |          |
| Assemblée nationale des représentants des villages   |                                  |           | 6    |          |
| Association nationale de la jeunesse                 |                                  |           | 6    |          |
| Association de la jeunesse patriotique               |                                  |           | 6    |          |
| Fédération des opposants à la conscription étudiante |                                  |           | 4    |          |
| Ligue des femmes indépendantes démocratiques         |                                  |           | 2    |          |
| Total droite                                         |                                  |           | 83   |          |
|                                                      |                                  |           |      |          |
|                                                      | Indépendants                     |           |      | 269      |
|                                                      |                                  |           |      |          |
| Total                                                | Total                            | 6 782 407 | 100  | 1 080    |
| Inscrits / participation                             | Inscrits / participation         | 8 681 746 | 77.8 |          |

#### Élection des députés sud-coréens
| Parti ou mouvement       | Parti ou mouvement                                    | Voix  | %     | Sièges |
| ------------------------ | ----------------------------------------------------- | ----- | ----- | ------ |
|                          | Front Démocratique pour la Réunification de la Patrie |       |       | 360    |
|                          |                                                       |       |       |        |
| Total                    | Total                                                 | 1 002 | 100   | 360    |
| Inscrits / participation | Inscrits / participation                              | 1 080 | 92,77 |        |